# Johann Matthäus Wacker von Wackenfels

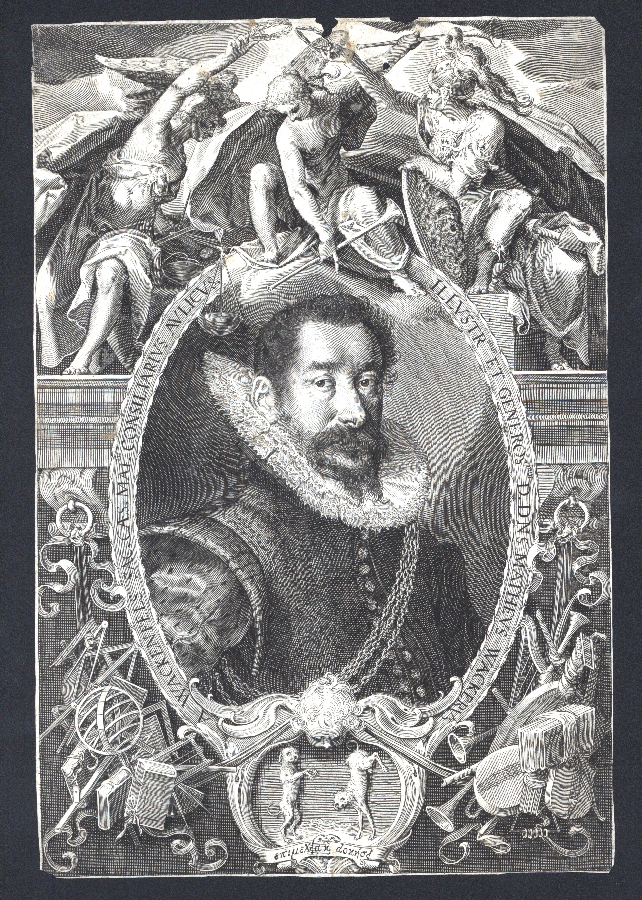
Johann Matthäus Wacker von Wackenfels

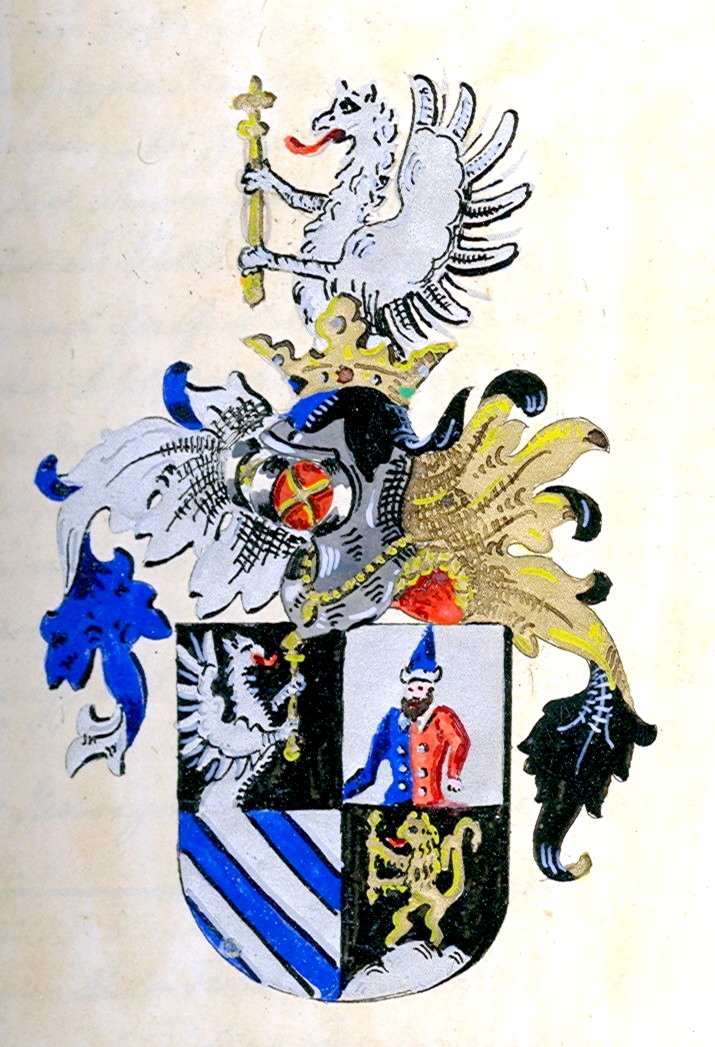
Wappen der Wacker von Wackenfels

Johann Matthäus Wacker von Wackenfels, gelegentlich Johannes von Wackerfels, (* 1550 in Konstanz; † 7. September 1619 in Wien) war Berater bei Hofe, Rechtsanwalt, Diplomat, Intellektueller und Gelegenheitsdichter.

## Leben
Wacker von Wackenfels studierte an den Universitäten von Straßburg, Genf und Padua. Er wurde unterstützt und gefördert von Johann Crato von Krafftheim, der ihm auch den Weg in den Kreis der Breslauer Späthumanisten ebnete. Auf Cratos und Hubert Languets Empfehlung hin wurde er Hofmeister in vornehmen Häusern. 1574 reiste er von Wien nach Italien, wo er Jakob Monau und Fabian I. von Dohna kennenlernte. 1575 promovierte er in Padua zum Dr. jur.
Als Hofmeister begleitete Wacker von Wackenfels den Sohn von Niklas von Rhediger auf dessen Grand Tour (peregrinatio academica). 1576 kehrte er nach Breslau zurück und wurde der Vertraute des Bischofs Andreas von Jerin. 1591 war er Kanzler der schlesischen Oberlandeshauptmannschaft. Um 1583 heiratete er in Dresden Sophie Poley (1563–92), eine Schwester des Breslauer Kaufmanns und Herr auf Thiergarten Christoph von Poley 1592 konvertierte er zum katholischen Glauben. 1594 wurde er in den Adelsstand erhoben und 1597 in den Reichshofrat berufen, dem er bis 1612 angehörte, ab 1608 als Referendar. Neujahr 1611 widmete ihm sein Freund Johannes Kepler die Schrift Strena Seu de Nive Sexangula (Vom sechseckigen Schnee; vgl.: Keplersche Vermutung).
In zweiter Ehe heiratete er 1595 Katharina von Troilo, eine Schwägerin seiner ersten Frau und zweitälteste Tochter des Johann Franz Troilo, und verband sich so mit einer der einflussreichsten Familien Breslaus. Sein Schwager war der Breslauer Domherr Nikolaus von Troilo.

## Werke (Auswahl)
- Vota aulica super illustrissima ducum Saxoniae controversia de iure praecedentiae in dignitate et successione. Frankfurt/M. 1619 (zusammen mit Johann Ruprecht Hegenmüller, online – Internet Archive)

## Quelle
- Colmar Grünhagen: Wackenfels, Johann Matthäus Wacker von. In: Allgemeine Deutsche Biographie (ADB). Band 40, Duncker & Humblot, Leipzig 1896, S. 448 f.
- Conrads, Aufstieg, S. 282f., 1571. Waffenberg